# Popadić
Popadić (cyr. Попадић) – wieś w Serbii, w okręgu kolubarskim, w gminie Mionica. W 2011 roku liczyła 694 mieszkańców.